# Thrixspermum lucidum
Thrixspermum lucidum är en orkidéart som beskrevs av Rudolf Schlechter. Thrixspermum lucidum ingår i släktet Thrixspermum och familjen orkidéer. Inga underarter finns listade i Catalogue of Life.